# 夜はラジオマガジン
夜はラジオマガジン（よるはラジオマガジン）は、文化放送で、1977年4月4日から1978年3月31日まで放送された、夜のワイドラジオ番組。

## パーソナリティ
- 野中直子 （当時文化放送アナウンサー）
- 本間令子

## 放送時間
- 毎週月 - 金曜 21:00 - 22:30 （1977年9月30日まで）
- 毎週月 - 金曜 20:30 - 22:30 （1977年10月3日から）

## 概要
『みのもんたのワイドNo1』『ラジオで一番盛り沢山』に続き、月曜日から金曜日までの20時台から22時台にかけての夜ワイド枠の番組。本番組は多くの内包番組を生出演のパーソナリティが繋ぐブロックワイド形式の番組だった。パーソナリティは当時の文化放送女性アナウンサーで、文化放送の歴代夜ワイドの中で本番組は女性がメインパーソナリティを務めたほぼ唯一の例だった。
本番組は、情報よりも“読み物”（聴き物）的なコーナーに重点を置いた「若者向け総合雑誌」が基本コンセプトと言うことで、そのために「ラジオマガジン」と言うタイトルを付けたとされている。

## 主なコーナー・内包番組
- 愛川欽也の映画狂時代
- 三ツ矢フォークメイツ （1977年9月まで）
- 井上順のパロってみようぜ （1977年9月まで）
- エルビスフォーエバー （1977年10月から）
- 五木寛之の世界 （1977年10月から）
- 加山雄三の青春応援団
- 落合恵子のサウンド・フォーク
- 城達也の夜のミュージック・ポケット
- デデと純子のミュージック・トリップ（川村ひさし、八神純子）